# سبيرو شارلوروا
سبيرو شارلوروا هو فريق كرة سلة بلجيكي للمحترفين تأسس في سنة 1989 يقع مقره في شارلوروا. يلعب في الدوري البلجيكي لكرة السلة الدرجة الأولى.

## الإنجازات
- الدوري البلجيكي لكرة السلة الدرجة الأولى (10):

1996، 1997، 1998، 1999، 2003، 2004، 2008، 2009، 2010، 2011
- كأس بلجيكا لكرة السلة (5):

1996، 1999، 2002، 2003، 2009
- كأس السوبر البلجيكية لكرة السلة (3):

2001، 2002، 2008

## وصلات خارجية
- الموقع الرسمي